# Ібодулло Бойматов
Ібодулло Бойматов (Ібод, невідомо — 28 жовтня 1997) — таджкистанський польовий командир, один із лідерів громадянської війни в Таджикистані, мер міста Турсунзаде. Етнічний узбек, один із польових командирів «Народного фронту».

## Життєпис
У 1980-ті роки працював водієм міжміського автобусу між містами Душанбе, Турсунзаде, Дехнав, Шахрисабз, Самарканд. Користувався авторитетом серед кримінальних кіл Турсунзаде, мав часті сутички з міліцією. Відсидів за хуліганство. Займався рекетом, грабунком, шантажем, торгував контрабандними та дефіцитними товарами.
1991 року в Таджкистані почалася громадянська війна, Ібодулло заважали мітингувальники, оскільки через протести з уряду молги піти люди, що захищали його нелегальний бізнес. 1992 року його почали запрошувати до своїх лав як опозиція, так і Народний фронт. Згодом до Ібдулло приєдналися ідейні борці з Народного фронту з числа комуністів і колишніх комсомольців.
У жовтні 1992 року місцева опозиція змусила піти з посади голову виконкому Турсунзаде Салохіддіна Махмудова, який не пішов на конфлікт та втік до Узбекистану. Місцева влада залишилася без лідера, а опозиції не вистачало сил взяти місто під контрль. Тоді Ібод зі своїми бійцями взяв хукумат (міську владу) до своїх рук. Угруповання під командуванням Ібода під час громадянської війни практикувало масові вбивства в населених пунктах Турсунзадівського району та розстріли вихідців із Гарма та Горно-Бадахшанської області.
1993 року Ібод змусив Михайла Сінані, тодішнього директора ТадАЗу під загрозою вбивства покинути Таджикистан. Протягом 1993—1994 (за іншими даними — до 1995) років Ібод був мером міста Турсунзаде та депутатом національного парламенту.
Ібод любив робити подарунки ув'язненим, допомагав їжею тюремним установам, возив туди артистів та влаштовував для ув'язнених концерти. Також забезпечував їх наркотиками. Ібод любив виступати в ролі благодійника, у свята влаштовував бенкети для бідних, організовував весілля, завойовуючи довіру простих людей. Ібод не любив інтелігентів та міліціонерів. Коли старий муалім запитав його про долю шкіл, він відповів: «Учителю, іди відпочивай. Я взагалі не вчився, а головний на районі. А ти зі своїми чотирма книгами шматка хліба не маєш і мене ще вчити берешся».
Пізніше Ібод перейнявся ідеями пролетарської справедливості, вступив до лав комуністичної партії, вже будучи мером Турсунзаде. Незабаром він вступив у конфлікт із центральною владою у суперечці за контроль над алюмінієвим заводом. Програвши, втік до Узбекистану.
26 січня 1996 року разом із 50 бойовиками та з важкою технікою увірвався до Турсунзаде. Вимагав повернення на посаду мера, а також виводу російських «миротворчих сил» із Таджикистану. На його бік зі зброєю в руках перейшло до 200 солдатів та офіцерів таджицької армії. 27 січня аналогічну акцію в Курган-Тюбе зробив Худойбердиєв. Він закликав до відставки уряду, припинення війни з опозицією, а також поділу Хатлонської області Таджикистану на дві частини. Частково їхні вимоги були задоволені після переговорів і вони припинили заколот.
У жовтні 1997 року Ібдо брав участь у повстанні полковника Худойбердиєва. Загинув 28 жовтня 1997 року в бою з урядовими військами.